# Международный центр для журналистов
Междунаро́дный центр для журнали́стов (англ. International Center for Journalists, ICFJ) — добровольная общественная организация, основанная в 1984 году.
Главной своей задачей Международный центр для журналистов считает оказывать всевозможную поддержку журналистам из разных стран планеты в их знакомстве с опытом и традициями средств массовой информации Соединённых Штатов Америки.
Международный центр для журналистов поставил перед собой цель содействовать повышению профессионального мастерства журналистов во всём мире, проводя для этого специализированные семинары по обмену знаниями и опытом.
ICFJ приглашает работников СМИ принять участие в обучающих программах под руководством профессиональных американских коллег в области средств массовой информации. Во время курсов журналисты из многих стран посещают редакции и правительственные учреждения в городе Нью-Йорке и столице США городе Вашингтоне, а также тесно трудятся со своими коллегами в американских изданиях. Среди приглашённых нередко встречаются и представители российских газет и журналов. Одной из наиболее известных программ является «Найт-Риддер»
Помимо этого Международный центр для журналистов проводит по всему миру анализ работы СМИ. Штаб-квартира ICFJ находится в Вашингтоне.
В 2011 году был подписан российско-американский договор об обмене молодыми журналистами на 2012—2013 годы между Международным центром для журналистов, Фондом имени Найтов и Союзом журналистов Москвы.
В 2013 уголовный суд Каира запретил деятельность организации ICFJ на территории Египта.

## Biodiversity Reporting Award
С 1999 ICFJ при поддержке Международного общества сохранения природы и Международной федерации экологических журналистов проводит ежегодный конкурс Награды за освещение биологического многообразия (Biodiversity Reporting Award (BDRA).
В 2012 конкурс проводился в Боливии. Победителями стали: I место — Roberto Navia Gabriel за статью «Flechas contra el asfalto» в El Deber (Санта-Крус), II место — Jorge Quispe за статью «Insectos, tráfico impune. Tráfico comunal de insectos sin control de las autoridades» в La Razón (Ла-Пас), III место — Raúl Dominguez за статью «Pequeñas destructoras» в Revista Gas & Petróleo (Санта-Крус).

### Награды за освещение биологического многообразия на Кавказе
В 2007, 2008 и 2009 ICFJ проводил конкурс Награды за освещение биологического многообразия на Кавказе (Biodiversity Reporting Award) для журналистов из Грузии, Азербайджана, Армении и России. Победителям вручались денежные премии и дипломы. Конкурс проводился при поддержке Фонда сотрудничества для сохранения экосистем, находящихся в критическом состоянии (CEPF). Также программа включала в себя обучающие семинары и экскурсии.
В 2007 победителями конкурса стали репортёры ArmeniaNow.com: Арпи Арутюнян за статью «Рудная катастрофа? — Экологи утверждают, что планируемая ACP эксплуатация рудника уничтожит леса и деревни Лори» и Марианна Григорян за статью «Армения: разработка медного рудника вызывает протест». Третью премию получила Теа Топурия из грузинской газеты «Резонанси» за статью «Бёрдвотчинг в Грузии» о наблюдении за птицами в Грузии. Поощрительные призы получили редактор газеты «Грозненский рабочий» Лема Турпанов, Гаяне Мирзоян из армянской газеты «Новое Время», и Гаянэ Мкртчян из ArmeniaNow.com.
В 2008 в конкурсе победила репортёр ArmeniaNow.com Арпи Арутюнян за статью «Конфликт между человеком и животными. Животный мир Армении в опасности». Вторую премию получила журналист армянской службы Радио «Свобода» Карине Симонян за репортаж «Люди в Тегуте не могут решить, что важнее — экология или рабочие места?» об однодневном протесте студентов и активистов общественных организаций против добычи меди в Техуте. Третью премию получил Резо Гетиашвили из грузинской газеты «Квирис Палитра» за статью «Провал реформ лесного хозяйства — новое законодательство может разорить села» о том, как грузинские деревни пострадали от непрофессиональных решений грузинского правительства. Поощрительные премии получили: Эка Ломидзе за репортаж о незаконных рубках в парке Боржоми, Марианна Григорян из Eurasianet за репортаж «Скандал вокруг медного производства довлеет над Алаверди», Инга Зарафян за документальный фильм о жертвах медеплавильного завода Алаверди.
В 2009 победителем стала репортёр ArmeniaNow.com Гаянэ Мкртчян за статью «Perilous Plan: Environmental groups resist gold mine construction near Lake Sevan» о предполагаемой добыче золота в бассейне озера Севан, угрожающей токсичными загрязнениями воды. Президент Серж Саргсян пообещал защитить озеро. Награду за второе место получила Лаша Заргинава из Грузии, главный редактор газеты Reziume города Поти за статью «Волнующее озеро» об уникальных видах рыб в озере Палиастоми. Третью премию получила Нона Квастиани из Грузии, журналист Радио Аджарии, за рассказ об уникальных испанских торфяниках.

## International Journalists’ Network
International Journalists’ Network (IJNet), Международная журналистская сеть — интернет-сервис, ведущий мировой сайт в сфере оказания услуг медиа-сообществу.
IJNet отслеживает подготовку медиа и другую помощь СМИ в более чем 150 странах, для максимального эффективного использования ресурсов фондов и организаций подготовки журналистов, и чтобы избежать дублирования. IJNet поддерживают фонд «Евразия», Фонд имени Найтов, «Национальный фонд поддержки демократии», институт «Открытое общество».
В 2008 году была запущена русскоязычная версия сети.